# Bob Hubbard
Robert Cecil Hubbard, detto Bob (Westfield, 27 dicembre 1922 – Holyoke, 27 agosto 2011), è stato un cestista statunitense, professionista nella NBL, nella BAA e nella ABL.

## Carriera
Venne selezionato dai Providence Steamrollers nel Draft BAA 1947.